# Мировое правительство

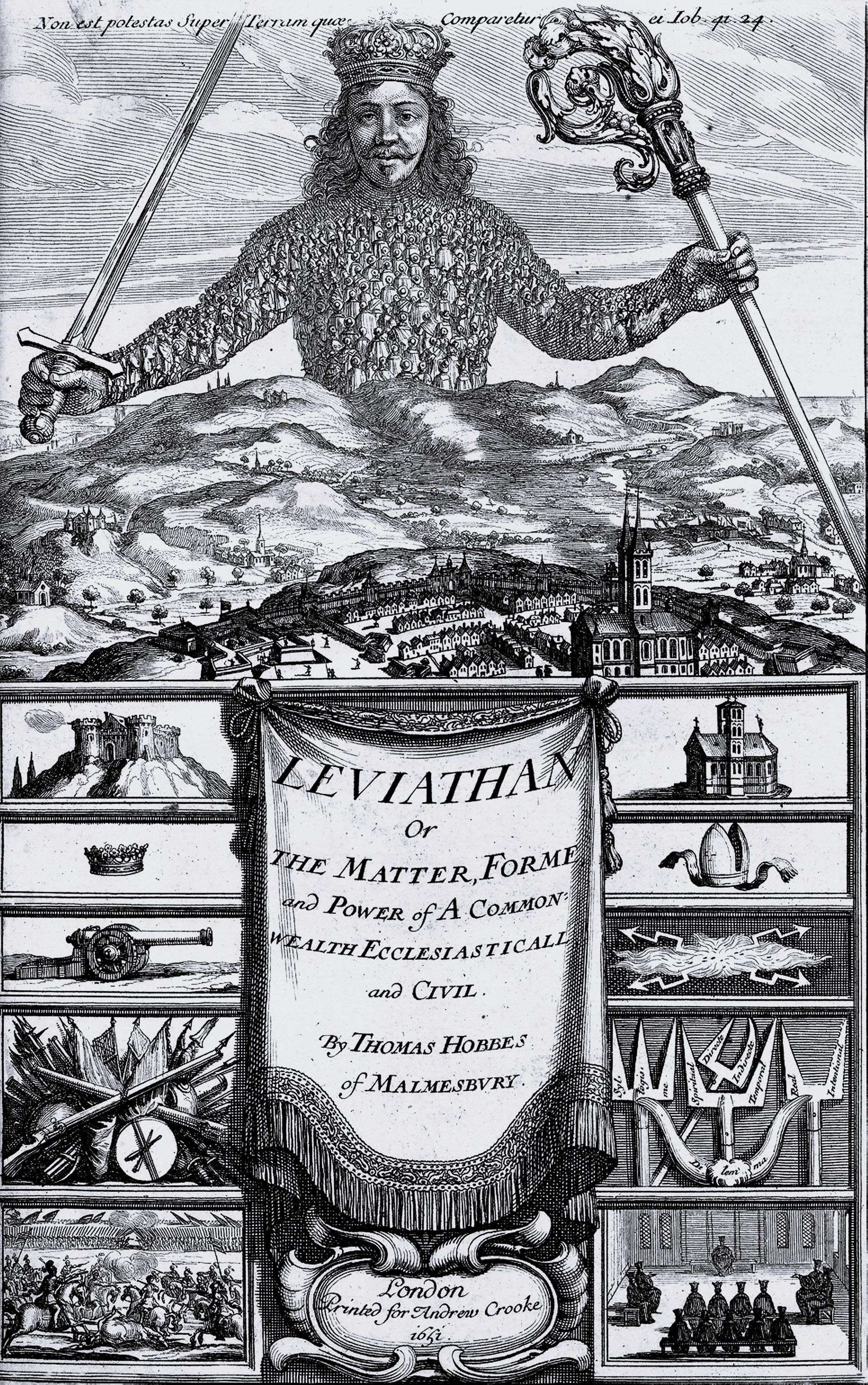
Титульный лист сочинения английского философа Томаса Гоббса «Левиафан», 1651, посвящённого проблемам государства («Левиафана»), которое, в частности, содержит упоминания «глобального Левиафана» и его критику

Мировое правительство — идея единой политической власти над всем человечеством. Обычно предполагается создание общемирового государства. Такое правительство может быть создано принудительно или насильственно посредством политической силы, достигшей мирового господства или через мирный и добровольный наднациональный союз.
Идеи единой глобальной политической власти существовали с древних времен — в амбициях монархов, римских пап, мечтах поэтов и философов. Некоторые конспирологи утверждают, что мировое правительство уже существует или зарождается в современных условиях капиталистической глобализации. Существуют различные мнения о том, является ли глобальное институциональное развитие в направлении возникновения мирового государства неизбежным или случайным, стабильным или обращается вспять, следует ли желать или опасаться экономической и политической интеграции, следует ли поощрять эти процессы или сопротивляться им.

## Возможные причины создания
Ряд сторонников идей мирового правительства рассматривает его как средство окончательного решения различных глобальных проблем человечества, таких как войны, создание оружия массового уничтожения, глобальная бедность и социально-экономическое неравенство, глобальная финансовая нестабильность, инфекционные заболевания и пандемии, ухудшение состояния окружающей среды и изменение климата. Некоторые сторонники идей мирового правительства считают его должным отражением единства космоса, связанного с человеческим разумом или Богом, или как телеологический итог борьбы за человеческие права, моральную свободу, или совершенствование человечества. Сторонники идей расходятся во взглядах на форму правления, которую должно принять мировое государство. Средневековые мыслители выступали за мировое правительство во главе с единым монархом, который обладал бы верховной властью над другими правителями. Современные сторонники идей мирового правительства, как правило, выступают не за полную ликвидацию системы суверенных государств, а за постепенные инновации в глобальной институциональной системе для движения человечества к мирному федерализму или космополитической демократии.
Критики идей мирового правительства составляют широкий политический спектр, от постколониальных и либеральных до крайне правых сторонников. Критики выдвинули три основных вида возражений — относительно осуществимости, желательности и необходимости создания общей глобальной политической власти.

## История идей
Дерек Хитер писал, что идеи мирового правительства и гражданства присутствовали уже в древней китайской, индийской и в греко-римской мысли. Согласно Хитеру, концепция единства человечества породила идеал, что такое единство должно выражаться в политической форме. Однако конкретные представления об этой формы со временем существенно изменились. Хотя идеи стоиков о цельности вселенной были неразвитыми в политическом аспекте, они вдохновили идеи средневековых христиан о всемирной политической власти. В то же время историческая модель имперского Рима (или миф о ней) вдохновляла людей Средневековья на разработки концепций мировой империи.
Итальянский поэт, философ и государственный деятель Данте Алигьери сформулировал христианский идеал человеческого единства и его выражение через мировую монархию. В своей работе «Пир» («Convivio») Данте утверждал, что войны и их причины были бы устранены, если бы вся земля и всё, чем могут владеть люди, находилось бы под властью монархии, то есть одного правительства под управлением одного правителя. Поскольку этот правитель владел бы всем, он не пожелал бы владеть чем-либо ещё, и, таким образом, он будет удерживать королей в границах их королевств и поддерживать мир между ними.
В политическом трактате «О монархии» («De Monarchia») (1312—1313), развивающем идею универсальной монархии, Данте опирается на Аристотеля, чтобы доказать, что человеческое единство проистекает из общей цели, стремлении или назначения, чтобы полностью и постоянно развивать и реализовывать особый интеллектуальный потенциал человечества. Данте утверждает, что мирное сосуществование является жизненно важным условием для достижения этой цели, а мир не может поддерживаться, если человечество разделено. Подобно тому, как «всякое царство, разделившееся само в себе, опустее» (Лука 11:17), поскольку человечество разделяет одну цель, должен быть один человек, который направляет и правит человечеством.
Когда неизбежно возникают конфликты между двумя равными правителями, должна быть третья сторона с более широкой юрисдикцией, которая имеет над ними обоими законную власть. Человечество, подчинённое мировому монарху будет подобно Богу, отражая принцип цельности или единства, высшим примером которого является Бог. Данте завершает свой трактат, превознося Римскую империю как часть Божьего провидения.
Идея объединения человечества под властью одной империи или монарха стала привлекательной к XVII веку, когда в Европе закрепилась Вестфальская система международных отношений (после 1648). В то же время столкновения европейцев с неевропейскими народами усилили европейские политические амбиции, основанные на принципе продвижения цивилизации как организующей основы для легитимации европейской имперской и колониальной экспансии в другие части света.
В работе «Левиафан» (1651) английский философ Томас Гоббс дал формулировку государственного суверенитета как высшей законной принудительной власти над определённым населением и территорией. Гоббс утверждал, что взаимная уязвимость и общие интересы заставляют людей отказываться от своих естественных свобод в обмен на защиту, тем самым учреждая суверенные государства, а несчастья, возникающие в условиях существования множества суверенных государств, не так уж и обременительны для людей. Следовательно у политической организации менее рациональная основа для движения к «глобальному Левиафану», потому что государства поддерживают прилежание своих подданных. Из международного естественного состояния не следует того несчастья, которое сопровождает свободу отдельных людей.
Гоббс впервые сформулировал идею, что мировое государство является излишним, однако он считал, что развитие межгосударственного права возможно и желательно. Предвосхищая развитие международного права, организаций коллективной безопасности, и глобальных международных организаций, он писал о возможности и действенности союзов государств, основанных на их интересах в сфере поддержания мира и законности. По мнению Гоббса, союзы, над которыми не установлена гуманная власть и которые держат людей в подчинении с помощью страха, вполне законны.
Шарль Сен-Пьер в своём «Проекте установления вечного мира в Европе» (1713) развил идею Гоббса, согласно которой рациональный интерес к самосохранению требует создания «домашнего Левиафана» для установления международной власти, утверждая, что разум должен побудить монархов Европы сформировать федерацию государств на основе общественного договора. Суверены должны образовать вечный и неотменяемый союз, учредив постоянный сейм или конгресс, который будет разрешать все конфликты между сторонами.
Франко-швейцарский философ Жан-Жак Руссо в 1756 году писал, что такая федерация объявила бы «врагом общества» любого члена, который нарушает договор или игнорирует решения конгресса; в такой ситуации все члены вооружались бы и совместно и за общий счёт переходили в наступление против любого государства, подвергшегося запрещению в Европе, чтобы обеспечить выполнение решений, принятых федерацией. По его мысли, вечный мир может быть достигнут, если монархи Европы согласятся передать свои суверенные права вести войну или заключать мир вышестоящему федеральному органу, гарантирующему защиту их основных интересов. Согласно Руссо, собственная выгода отдельного человека заключается во всеобщем благе. Однако существующие общества настолько сильно испортили естественную чистоту людей, что они в значительной степени неспособны понимать свои истинные интересы. При этом Руссо высказывал сомнение, что правители Европы согласятся добровольно образовать такую федерацию, но она может быть создана путём революции. А раз так, возможно, что в данный момент «Лига Европы» вредна. Это консеквенциалистское возражение против идеи мирового правительства предполагает, что даже если бы это правительство было желательно, процесс его создания может принести больше вреда, чем пользы — зло, необходимое в процессе создания мирового правительства, перевесит любые выгоды от его создания.
Руссо рассматривал войну как продукт несовершенно упорядоченных социальных институтов; именно государства как общественные образования ведут войну, а отдельные лица участвуют в войнах только как члены или граждане государств. Далекий от того, чтобы рассматривать достижение «домашнего левиафана» как нравственный прогресс, Руссо отмечал, что запутанные отношения суверенных государств подвергают людей большей опасности, чем если бы таких институтов не существовало вовсе (1756). По мнению Руссо, решение проблемы войн заключается в создании хорошо управляемых обществ в соответствии с принципами, которые он изложил в «Общественном договоре» (1762); только в таких условиях люди полностью реализуют свой рациональный и моральный потенциал. Таким образом, чтобы установить вечный мир, следует стремиться не к созданию мирового правительства, а к нравственному совершенству государств. В идеальном мире не будет причин для войн и необходимости в мировом правительстве.
Анахарсис Клоотс основываясь на теории общественного договора, отстаивал необходимость упразднения системы суверенных государств в пользу универсальной республики, которая объединила бы всё человечество.
Основываясь на идеях универсального разума и человеческого единства прусский философ Иммануил Кант предполагал создание мировой республики, в которой свободные и равные индивиды достигли бы состояния правового общества, рассматриваемого как идеальный конец человеческой истории. В эссе «Идея всеобщей истории во всемирно-гражданском плане» (1784) Кант рассматривал историю человечества как поступательное, но медленное развитие первоначальных рациональных способностей человека. Гарантией безопасности и соблюдения прав станет великая федерация (Foedus Amphictyonum) с единой властью и законами. Это «неизбежный исход» человеческой истории, о котором Кант писал также в трактате «К вечному миру» (1795), где он утверждал, что рациональность диктует формирование интернационального государства (civitas gentium), которое будет продолжать расти, пока не охватит все народы мира.
Однако в современных условиях, по мнению Канта, идея мировой республики не может быть реализована. Для достижения вечного мира в нынешних условиях существования отдельных, но взаимосвязанных государств Кант предлагает три условия.
- Каждое государство должно иметь республиканскую конституцию, гарантирующую свободу и равенство граждан посредством верховенства закона и представительных политических институтов. Кроме того, внутренне благоустроенное республиканское государство будет иметь меньше причин устраивать войны без уважительной причины.
- Благоустроенные государства должны сформировать «федерацию народов» «миролюбивую федерацию» (foedus pacificum), промежуточную форму на пути к единой мировой республике, которая будет стремится сохранить и обеспечить свободу каждого своего члена, а не получить дополнительную власть.
- Соблюдение космополитического права на базе «всеобщего радушия». В частности, чужаки не должны селиться на чужой территории без согласия местных жителей.

Кант был против «мировой монархии» из-за опасения возникновения как всемогущей, так и бессильной власти. Мировое управление не должно порождать тиранию, способную заставить всё человечество служить своим интересам, противодействие которой приведёт к непрекращающимся и неразрешимым гражданским войнам. Мировой деспотичный монарх в философии Канта эквивалентен глобальному анархическому состоянию природы, которое рассматривается как предельная антиутопия. Кроме того, неизбежная удалённость глобальной политической власти от граждан ослабила бы действие законов (1795).
В то же время Кант был сторонником идеи расовой иерархии в человеческом развитии, что привело его к критике основных методов европейской экспансионистской политики — колониальных войн, эксплуатации и завоевания. Кант рассматривал эти явления как подрыв морального прогресса европейцев.
Проекты вечного мира в XVII—XVIII веках были европоцентричными — в качестве системного центра мирового порядка рассматривалась исключительно Европа.
В XIX — начале XX века теории «научного расизма» преобладали в европейской мысли о мировом порядке. Представления полезности глобального управления по праву превосходства «белой расы» были широко распространены в англо-американском социуме. Идеи расовых и цивилизационных иерархий привели к глубокому неравенству в положении, статусе, правах, обязанностях и полномочиях представителей неевропейских рас при их включении в имперские проекты, колониальные цивилизационные миссии или позднее в систему формально независимых государств, встроенных в капиталистическую глобальную экономику.
Сторонником идеи установления единого мирового порядка был английский писатель Герберт Уэллс. В 1901 году он писал о «Новой республике» англо-американского господства. Уэллс отвергал расовые теории, но его видение универсального мирового государства включало в себя идею цивилизаторской миссии.
Немецкие философы Карл Маркс и Фридрих Энгельс, создавшие марксистское учение, предполагали исчезновение государства при переходе к коммунистическому строю, поскольку согласно этому учению, государство как система принудительной власти необходимо только в классовом обществе как орудие принуждения трудящегося класса. В коммунистической идеологии реальной причиной войн считается классовый антагонизм. Утверждается, что по мере исчезновения антагонизма между классами внутри каждой отдельной нации, будет уменьшаться и враждебность одной нации к другой.
Российский революционер Владимир Ленин, опираясь на Маркса, считал, что пролетарскому классу необходимо захватить государственный аппарат принуждения для победы над теми, кто сопротивляется революции, включая эксплуататоров. Ленин был приверженцем идеи мировой революции, утверждал, что государство есть «орган классового господства», и новое пролетарское государство сразу после своей победы начнёт отмирать, поскольку государственный аппарат не нужен в обществе, где нет классового антагонизма.
Более поздние советские лидеры и элиты, отвергавшие западные идеи всемирной федерации, предлагали собственную альтернативу в виде упразднения национальных государств и мирового капитализма и создания мировой социалистической экономики, управляемой «большевистским мировым государством».
После атомных бомбардировок Хиросимы и Нагасаки, учёные-ядерщики начали лоббировать международный контроль над атомной энергией в качестве главной функции предполагаемого мирового правительства. Альберт Эйнштейн писал в 1946 году, что технологический прогресс «уменьшил» планету, усилились экономическая взаимозависимость и взаимная уязвимость перед оружием массового уничтожения. Эйнштейн считал, что мировое правительство будет способно разрешать конфликты между нациями путём принятия судебных решений. Это правительство должно быть основано на ясно прописанной конституции, одобренной правительствами и нациями и предоставляющей ему в исключительное распоряжение наступательные вооружения.
Такие организации, как Объединённое всемирное движение федералистов (UWF, 1947 год), призывали к преобразованию Организации Объединённых Наций во всеобщую федерацию государств с полномочиями контролировать вооружения. Сторонники идеи мира во всём мире требовали, чтобы государства отказались от своих традиционных неограниченных суверенных прав на оружие и ведение войн, а в случае возникновения разногласий обращались в авторитетные международные институты, которые должны принимать решения и обеспечивать их выполнение. Мир во всём мире может быть достигнут только путём установления мирового права.
Опыт мировых войн затруднял восприятие суверенных государств как проводников нравственного прогресса. В своей известной книге «Анатомия мирного существования» (1945) писатель Эмери Ривз осуждает национальное государство как политический институт: «Современная Бастилия — это национальное государство, независимо от того, являются ли тюремщики консерваторами, либералами или социалистами». Вслед за Руссо, Ривз утверждал, что национальные государства угрожают миру, справедливости и свободе, отвлекая финансовые средства от действительно важных нужд, продлевая глобальную атмосферу недоверия и страха и создавая военную машину, которая в конечном итоге провоцирует глобальную войну. Историк и политолог Дэвид Митрани (1966) сосредоточил внимание на роли, которую может сыграть «расширяющаяся сеть международных мероприятий и учреждений» в стремлении к всемирной интеграции и миру.
Некоторые авторы отвергали не идею национального государства как такового, а только авторитарные недемократические государства как неподходящих партнеров для построения мирного мирового порядка. Так, Комитет Атлантического союза (AUC), созданный в 1949 году Кларенсом Стрейтом, призывал (1950) к созданию федеративного союза демократических государств, который стал бы началом свободного мирового правительства.
В условиях Холодной войны разделение мира на два идеологически противоположных лагеря во главе с США и СССР создало атмосферу взаимного недоверия. Советское руководство осудило предложение AUC о союзе демократических стран как попытку усилить антикоммунистический (антисоветский) блок.
После окончания Холодной войны некоторые авторы ожидали укрепления глобального сотрудничества, призванного избавить человечество от угрозы глобального ядерного уничтожения, увеличить объём мировой торговли и уровень благосостояния, материальную основу для построения глобального политического сообщества. Американский философ и политолог Фрэнсис Фукуяма писал, что распространение в мире либеральной демократии западного образца свидетельствует о «конце истории» (в терминологии автора конец идеологических противостояний, глобальных революций и войн). Канадский историк Куинн Слободян описал парадоксальное господство «глобалистского» неолиберализма, влекущее за собой развитие мирового государства и международного права, которые отдают предпочтение внешнему регулированию рынков в ущерб внутреннему демократическому регулированию и подотчётности. По мере распространения неолиберализма ухудшались условия для развития демократической политики, что спровоцировало существенный регресс демократизации.
В современных условиях сохраняется существенное социальное неравенство и значительный дисбаланс в доступности товаров и услуг. В современной философии, политике и науке существуют существенные разногласия по вопросам глобальной интеграции и идеям мирового правительства. В рамках теории международных отношений между реалистами и неореалистами, «международным обществом», либеральной интернационалистской, республиканской и конструктивистской школами ведутся дискуссии по вопросу возможности и желательности глобальной структурной трансформации. В рамках современной либеральной теории, между последователями Джона Ролза и его критиками со стороны космополитических либеральных авторов, в связи с идеями мирового правительства ведутся дискуссии о предпочтительности индивидуальной свободы или коллективного самоопределения. Разногласия среди современных республиканских и демократических теоретиков вызывает также вопрос, положительно или отрицательно повлияет мировое государство на реализацию демократических идей социальной справедливости. С этим связана критические и постколониальные идеи глобального государства, возникающего в условиях господства неолиберализма и сохранения элементов патриархальности и расового неравенства. Между учёными ведутся дискуссии о возможности, желательности и необходимости объединения человечества под властью мирового правительства, в частности, удовлетворит ли такое правительство потребности человечества в устойчивом мире, социальной справедливости и свободе.
По мнению американского философа Кая Нильсена (1988), идея мирового правительства заключает в себе парадокс: когда для создания мирового правительства возникнут благоприятные условия, которые будут включать гарантии глобальной безопасности, социальной справедливости, индивидуальной свободы, защиты окружающей среды — в мировом правительстве уже не будет необходимости. Американский политолог Александр Вендт (1988) утверждал, что мировое объединение государств нуждается в механизмах принуждения, поскольку будет сохраняться возможность нарушений закона со стороны государств-членов объединения и отдельных лиц. Шведский философ Торбьёрн Тенншё (2008) утверждал, что ни многостороннее сотрудничество всех государств в условиях анархии, ни совместный суверенитет мирового правительства и национальных государств не будут эффективными в решении современных проблем в сферах безопасности, международного права и защиты окружающей среды. Поскольку суверенитет неделим, Тенншё считает, что мировое государство должно быть не просто союзом национальных государств, а иметь над ними власть в сфере принятия решений по правовым вопросам.

## Конспирология

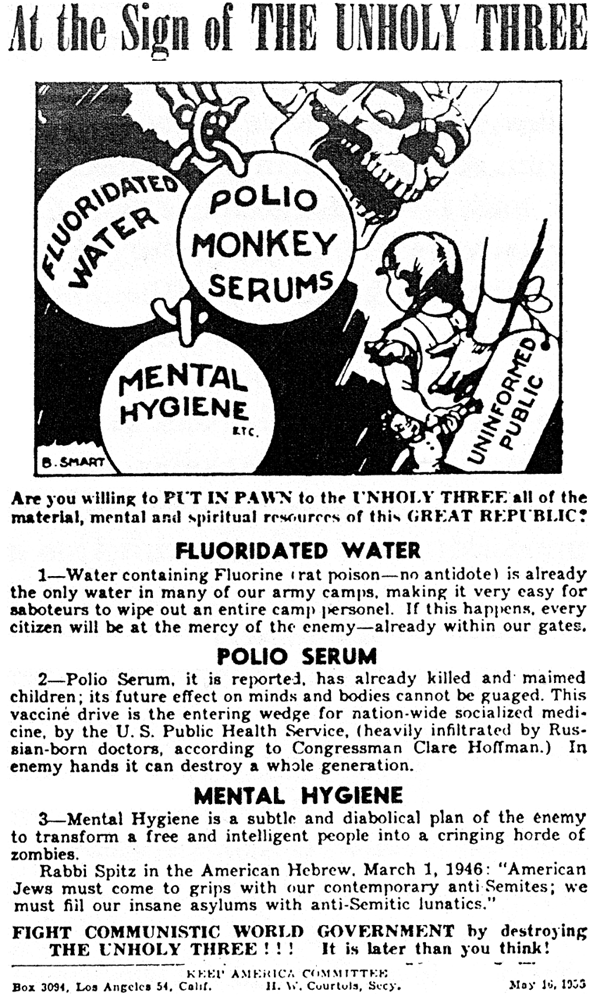
Флаер, выпущенный в мае 1955 года в США Комитетом «Сохраним Америку», призывающий «бороться с коммунистическим мировым правительством», выступая против программ общественного здравоохранения

Различные теории заговора наделяют функцией мирового правительства разные реальные или вымышленные структуры (МВФ, ООН, Большая семёрка, G20 — Группа двадцати, масоны, «жидомасоны», Бильдербергский клуб, Комитет 300, иллюминаты). Сленговый вариант термина — мировая закулиса.
Одна из наиболее популярных теорий заговора, «Новый мировой порядок», утверждает, что в настоящее время формируется тайное тоталитарное мировое правительство. Общим местом в конспирологии «Нового мирового порядка» является идея существования теневого правительства, образованного тайной правящей элитой, стремящейся к проведению глобализации, чтобы установить над всем миром власть единого авторитарного правительства, которое придёт на смену суверенным национальным государствам; также — идея всеохватывающей пропаганды идеологии, которая провозглашает создание «Нового мирового порядка» как закономерного конца истории. Многие исторические и современные влиятельные деятели рассматриваются как участники группы заговорщиков, которая посредством различных подставных организаций организует важные политические и экономические события. Такие, как вызов системного кризиса для продавливания спорных экономических мероприятий (например, шоковую терапию) на национальном и международном уровнях с целью достижения мирового господства.
До начала 1990-х годов теория заговора «Нового мирового порядка» была ограничена двумя американскими контркультурами: военизированными антиправительственными правыми и частью христианских фундаменталистов, провозглашающей наступление конца времён и приход Антихриста. Майкл Баркун и Чип Берлет отмечали, что теория заговора правого крыла популизма о «Новом мировом порядке» была воспринята не только многими искателями «стигматизированного знания» («знания», отвергнутого официальными инстанциями), но и проникла в массовую культуру, став в конце XX — начале XXI века в США питательной почвой для апокалиптических и милленаристских настроений. Кроме того, Баркун и Берлет выразили своё беспокойство тем, что массовая истерия связанная с теорией заговора «Нового мирового порядка» может иметь далеко идущие последствия начиная с одиночного терроризма и заканчивая приходом к власти авторитарных ультраправых демагогов.
В конспирологических источниках часто упоминают отрывок из речи Дэвида Рокфеллера касающуюся идеи мирового правительства, предположительно сказанную им на заседании Бильдербергского клуба в Баден-Бадене, Германия, в 1991 году:

Мы благодарны The Washington Post, The New York Times, Time Magazine и другим крупным изданиям, чьи директора посещали наши встречи и уважали своё обещание сохранить конфиденциальность на протяжении почти сорока лет. Нам было бы невозможно разработать наш план для всего мира, если бы он был предан огласке в те годы. Но теперь мир стал сложнее и он готов идти к мировому правительству. Наднациональная верховная власть интеллектуальной элиты и банкиров мира, несомненно, более предпочтительна, чем национальное самоопределение, практиковавшееся в прошлые столетия.
Оригинальный текст (англ.)We are grateful to The Washington Post, The New York Times, Time Magazine and other great publications whose directors have attended our meetings and respected their promises of discretion for almost forty years. It would have been impossible for us to develop our plan for the world if we had been subject to the bright lights of publicity during those years. But, the world is now much more sophisticated and prepared to march towards a world government. The supranational sovereignty of an intellectual elite and world bankers is surely preferable to the national auto-determination practiced in past centuries.
— Jordan Maxwell. Matrix of Power: How the World Has Been Controlled by Powerful People Without Your Knowledge. — Book Tree, 2000. — P. 108. — 15—16 p. — ISBN 1-585-09120-0.
По мнению философа Александра Зиновьева,
…Существует не мировое правительство, наподобие правительств отдельных стран, а мировое сверхобщество. В него уже входят от 50 до 80 миллионов человек, десятки тысяч мировых экономических империй, некоммерческих предприятий, СМИ и т. д. У него своя структура, своя пирамида, своя иерархия. Вот оно и управляет планетой. США суть метрополия этого сверхобщества. Оно имеет представителей по всему свету. Одной Россией занимаются многие тысячи экспертов. На самом верху есть, конечно, небольшой круг лично знакомых людей, определяющих общую стратегию. Это не значит, что они где-то постоянно заседают и думают. Они вообще могут не заседать и не думать. Их средства управления — детально разработанная и апробированная система манипулирования массами, народами, правительствами…
«Мировому правительству» посвящены книга Н. Е. Маркова «Войны тёмных сил» и книга Джона Коулмана «Комитет 300. Тайны мирового правительства» (1992). В первой излагается предполагаемая история мирового правительства до начала XX века. Во второй книге приводится конспирологическая теория об устройстве «мирового правительства» в XX веке.

### «Тайное еврейское правительство»
В среде расистских, ультраправых, неонацистских и антисемитских движений распространена теория заговора «тайного еврейского правительства» («Сионистское оккупационное правительство», вариант: «Еврейское оккупационное правительство»). Утверждается, что участниками заговора являются евреи и их сторонники, оказывающие сильное влияние на политику правительства своей страны, другого государства или всего мира. Конечной целью такого заговора часто называется «истребление белой расы».

## В публицистике и искусстве
Тема мирового правительства рассматривалась и рассматривается в большом числе произведений публицистического и художественного жанров.
В книге «Мировое правительство» финансиста Алекса Белла, изданной в 2018 году, мировое правительство олицетворяет американская финансовая элита, основа которой сформировалась в начале XX века. В своём историческом романе-исследовании Белл, используя реальные факты из мемуаров ведущих западных финансистов и политиков, раскрывает важную роль американской элиты в ряде ключевых событий новейшей мировой истории.
Мировое правительство является существенным сюжетным элементом ряда документальных и художественных фильмов, аниме, сериалов, компьютерных игр и т. д.

## Транснациональные корпорации
В работе Швейцарского федерального технологического института в Цюрихе утверждается, что всего 147 транснациональных корпораций контролируют 40 % всего мирового дохода. Новички в первую очередь примыкают к уже взаимосвязанным членам этой системы.
В большинстве случаев контроль над компаниями осуществляется через акции, принадлежащие управляющему фонду. Фонд может контролировать, а может и не контролировать деятельность компании, которой он частично владеет. По словам Джеймса Глэтфелдера (англ. James B. Glattfelder), воздействие на систему аспектов различной степени контроля требует дополнительного изучения.
Джон Дриффил из Лондонского университета считает, что 147 компаний — слишком много для сознательного целенаправленного влияния на экономику. Консенсус достигается лишь по самым общим вопросам, например, вопроса о неизменности структуры экономической системы.